# Weyerbusch
Weyerbusch település Németországban, Rajna-vidék-Pfalz tartományban. Lakosainak száma 1442 fő (2023. december 31.).

## Népesség
A település népességének változása:
| Lakosok száma | 1097 | 1373 | 1373 | 1375 | 1425 | 1442 |
|               | 1975 | 2017 | 2019 | 2021 | 2022 | 2023 |